# FC東京 (排球)
FC東京排球隊是一支日本男子排球隊，隸屬於東京燃氣旗下，主場設於江東區，目前是日本V.LEAGUE DIVISION1男子組的球隊之一。

## 歷史
- 它成立於1948年，為東京燃氣的6人制排球隊。
- 他於1998年升級至V挑戰聯賽。
- 2009年4月他贏得V挑戰聯賽賽事，於下一個賽季升級V超級聯賽。
- 2021年12月，FC東京排球隊宣布將在2021-22賽季後暫停運營[1][2]。
- 2022年，FC東京排球隊宣布球隊將轉讓給Nature Lab。

## 外部連結
- 官方網站